# Forskning och utveckling
Forskning och utveckling (ofta förkortat FoU eller F&U) är ett samlande begrepp inom framför allt näringslivet för verksamhet som syftar till att producera kunskap. Begreppet har sin direkta motsvarighet i engelskans R&D (research & development) och tyskans F&E (Forschung und Entwicklung).

## Definition
Begreppet definieras enligt OECD:s Frascatimanual som följande:
| ” | Forskning och utveckling (FoU) består av kreativt och systematiskt arbete med syfte att öka kunskapsmängden samt att hitta nya tillämpningar av befintlig kunskap inom vetenskapens alla fält. | „ |

För att en aktivitet ska räknas som FoU ska den karaktäriseras av:
- Nyskapande: FoU-verksamheten har som syfte att skapa ny kunskap samt att hitta nya tillämpningar av befintlig kunskap.
- Kreativitet: FoU-verksamheten baseras på originella koncept och hypoteser.
- Ovisshet FoU-verksamhetens utfall går inte att med säkerhet veta på förhand. Ovissheten gäller även åtgången av ekonomiska och personella resurser.
- Systematik: FoU-verksamheten utförs systematiskt samt är planerad och budgeterad.
- Överförbarhet och/eller reproducerbarhet: FoU-verksamheten avser leda till resultat som potentiellt kan överföras och/eller reproduceras.

### Användning
Definitionen används av statistikproducenter runt om i världen vid insamling och sammanställning av FoU-statistik. I Sverige är det SCB som producerar denna statistik.